# Демиденко, Василий Куприянович
Василий Куприянович Демиденко (13 марта 1929 года—20 декабря 2004 года) — советский и украинский учёный-педагог и психолог, член-корреспондент АПН СССР (1984), член-корреспондент НАНУ (1992).

## Биография
Родился 13 марта 1929 года в селе Емильчино Житомирской области.
Окончил Житомирский педагогический институт, затем аспирантуру в Киевском государственном педагогическом институте имени Горького.
Работал в Николаевском государственном педагогическом институте — старший преподаватель, заведующий кафедрой педагогики и психологии, с 1957 по 1962 годы — заведующий кафедрой педагогики и психологии, с 1962 по 1966 год — проректор Николаевского пединститута, защитил кандидатскую диссертацию.
С 1966 по 1981 годы — ректор, а с 1981 года — заведующий кафедрой Бердянского педагогического института.
Благодаря его усилиями в 1992 году в Бердянском институте открыта аспирантура по специальности «Педагогическая и возрастная психология».
Василий Куприянович Демиденко умер 20 декабря 2004 года.

## Научная деятельность
Научные интересы:
- исследовал психологические аспекты изучения истории в школе;
- учебные мотивы учащихся;
- формирование педагогического мастерства у студентов педагогических вузов.

Среди работ:
- «Образ и слово в усвоении исторического материала», 1966;
- «Психологические базы усвоения учащимися истории», 1970;
- «Великий учитель — слово», 1993;
- «Некоторые аспекты нравственного воспитания», 1995;
- «Совесть», 2000;
- «Работе над словом — первоочередное внимание», 2002;
- «Медицинские и психофизические аспекты семейных отношений», 2004, в соавторстве.